# شهرستان بوکا
شهرستان بوکا (به لاتین: Bouca) یک منطقهٔ مسکونی در جمهوری آفریقای مرکزی است که در اوهام (جمهوری آفریقای مرکزی) واقع شده‌است.